# Bart Starr
Bryan Bartlett Starr (Montgomery, Alabama, 9 januari 1934 - Birmingham, Alabama, 26 mei 2019) was een Amerikaans Americanfootballspeler voor de Green Bay Packers in de National Football League. Starr speelde als quarterback, won tweemaal de Super Bowl en is in 1977 opgenomen in de Pro Football Hall of Fame.